# Výkonné nařízení č. 13 771
Výkonné nařízení č. 13771 (nadepsané „Omezení nákladů na regulace a jejich kontrolu“) je výkonné nařízení podepsané prezidentem USA Donaldem Trumpem dne 30. ledna 2017. Nařizuje agenturám, aby zrušily dvě nařízení za každé nově přijaté, a to tak, aby se celkové náklady na právní předpisy nezvyšovaly. Nařízení bylo, spolu s dalšími nařízeními, zrušeno nařízením prezidenta Bidena v den jeho nástupu do úřadu, tedy 20. ledna 2021.

## Ustanovení
Výkonné nařízení č. 13771 vyžaduje, aby každé ministerstvo nebo agentura, která hodlá zavést novou regulaci, navrhla alespoň dvě jiné, které budou zrušeny. Náklady na realizaci nové regulace musí být nižší nebo rovny 0 dolarů. Jsou-li náklady vyšší než 0 dolarů, musí být vykompenzovány odstraněním dalších předpisů.

## Kritika
David Vladeck, bývalý předseda FTC z doby Obamova prezidentství a právník Public Citizen Litigation Group, nazval výkonný rozkaz „protiústavním, nelegálním a hloupým,“ když řekl: „pokud opravdu chcete snížit náklady na regulace, nemůžete použít brokovnici, musíte použít skalpel. "

## Důsledky
Peter J. Boyer z časopisu The Weekly Standard, psal v říjnu 2017, že důsledkem „bylo značné zpoždění nových regulací.“ Dále píše: „Vláda zaváděla během posledních 20 let průměrně 13 000 nových regulací ročně. Za Trumpa se počet nových předpisů blíží nule.“